# George Gordon Byron
George Gordon Byron (London, 22. siječnja 1788. – Mesolóngi, Grčka, 19. travnja 1824.), engleski pjesnik.

## Životopis
George Gordon Byron ili kraće - lord Byron rođen u londonskoj ulici Holles. Od rođenja Byron je hrom na jednu nogu. Njegov otac John Byron vukao je podrijetlo od stare normanske obitelji, a čiji je najstariji poznati član Ralph de Buron zajedno s Vilimom Osvajačem došao u Englesku. Byronov otac prvi se puta oženio 1778. godine s Lady Conyers, markizom od Camarthena, nakon što ju je uspješno zaveo, te se je ona razvela od svoga supruga. Zajedno su imali dvije kćerke, od kojih je jedna preminula, dok je preživjela Byronova polusestra Augusta. Lady Conyers, prva supruga Byronova oca, umire dvije godine nakon poroda. Druga supruga Johna Byrona bila je Catherine Gordon od Gighta. Ona je bila potomak Jakova I. Škotskog te stoga pretjerano tašta i pomalo histerična žena. Iz njenog braka s Johnom Byronom rodio se George Gordon Noël Byron. Byronova baka i djed po očevoj strani bili su vice-admiral John "Foulweather Jack" Byron i Sophia Trevanion.
Kako bi polagao pravo na posjede svoje druge supruge u Škotskoj, Byronov otac uzeo je dodatno prezime  "Gordon", i postao "John Byron Gordon". I sam Byron je koristio prezime te se u školi u Aberdeenu upisao kao "George Byron Gordon". Brak Johna Byrona s drugom suprugom bio je kao i s prvom, zbog koristoljublja. Byronova majka morala je prodati zemlju i titulu kako bi platila dugove novog supruga, i u vremenu od dvije godine veliko imanje vrijedno otprilike 23500 funti je nestalo, te je bivša nasljednica ostala na prihodima od godišnje naknade iz zaklade od samo 150 funti. Kako bi izbjegla kreditore Catherine je sa suprugom otišla 1786. u Francusku, ali se krajem 1787. vratila kako bi rodila sina na engleskom tlu. Byron je rođen 22. siječnja u prenoćištu u ulici Holles Street u Londonu. Catherine je preselila u Aberdeenshire 1790., gdje je Byron proveo djetinjstvo.
Njegov otac im se pridružio u smještaju u ulici Queen Street, ali se par ubrzo razdvojio. Catherine je redovno proživljavala promjene raspoloženja što bi moglo objasniti kako je njen suprug uspijevao posuđivati novac od nje, dok se ona dalje zaduživala. Njene pozajmice omogućile su mu da otputuje u Valenciennes, u Francuskoj, gdje je preminuo 1791.
Od 1790. do 1794. godine Byron boravi u Aberdeenu. Tada se javljaju prve tegobe s deformiranom nogom. U petoj godini veoma strastveno zaljubljuje se u djevojčicu Mary Duff.
U dobi od 10 godina, nakon smrti praujaka 21. svibnja 1798., naslijedio je njegovo barunstvo postavši 6. barun Byron od Rochdalea, "Lord Byron", a s vremenom je izostavio duplo prezime (iako je nakon toga njegovo prezime bilo sekundarno perstvu). Od njega je naslijedio dom "Newstead Abbey", u okrugu Nottinghamshire, međutim zbog lošeg stanja njegova majka odlučila je obiteljsku kuću dati u najam, te su nastavili živjeti u Aberdeenu. Mladić Byron od 1801. do 1805. godine školovao se u Harrowu. Tu se zaljubio u nećakinju Margaret Parker, a zatim u Mary Anne Chaworth. „Zar mislite da bih ja ikada mogla išta osjećati prema tom šepavom dječaku”, izjavila je ona jedne večeri svojoj dadilji. Te njezine riječi, koje je Byron iz prikrajka čuo, ostavile su dubok trag u njegovoj psihi. Desetak godina kasnije na Ženevskom jezeru Byron u pjesmi San (The Dream) govori o toj svojoj ranoj ljubavi.
Nakon završetka školovanja u Harrowu od 1805. do 1808. godine Byron studira u Cambridgeu na Trinity Collegu. Godinu dana prije završetka školovanja Byron objavljuje zbirku Sati dokolice (Hours of Idleness), prepravljenu verziju mladenačke zbirke Juvenile Poems. Byronu je tada 18 godina. Zbirku je potpisao pseudonimom Maloljetnik (A Minor). Knjiga je doživjela oštre kritike tadašnjih kritičara. Godine 1809. Byron postaje član Gornjeg doma. Iste godine kao odgovor na loše kritike upućene njegovoj prvoj zbirci Byron piše satiru Engleski pjesnici i škotski kritičari (English Bards and Scott Reviewers). U lipnju odlazi na put po Portugalu, Španjolskoj, Grčkoj, tadašnjoj Albaniji i Bliskom istoku. U Janini (Grčka) počinje pisati Childea Harolda. Prilikom odlaska iz Engleske u newstadskoj opatiji priredio je pijanku na kojoj je kao pehar služila lubanja nekog odavno preminulog fratra. U stihovima namijenjenim toj lubanji Byron hamletovski naglašava da je mrtvacu draži dodir usana nego dodir crva.
Dvije godine kasnije Byron se vraća u Englesku gdje je stigao dan nakon smrti svoje majke, 2. kolovoza 1811. Iste godine nastaju Natuknice iz Horacija (Hints from Horace) i Minervino prokletstvo (Course of Minerva). Mladi se lord 1813. godine upoznaje s Annom Issabelle (Annabelle) Milabanke i prosi je prvi put. Godinu dana kasnije objavljenja su mu djela: Gusar (The Corsair), Oda o padu Napoleona Bonapartea (Ode on the Fall of Napoleon Bonaparte) i Lara. Byronova popularnost zahvaljujući tim djelima vrtoglavo raste. U Londonu se te godine u jednom danu prodalo 13.000 primjeraka Gusara. Iste godine Annabella prihvaća Byronovu bračnu ponudu. Sljedeće godine (1815.) Byron se ženi svojom izabranicom. U studenome iste godine na svijet dolazi Augusta, Byronova kćerka. Neposredno nakon njezina rođenja Byrona napušta supruga optužujući ga zbog incestuozne ljubavi s polusestrom Augustom.
Godinu dana nakon zaključenja braka (1816.) Byron se razvodi od supruge i pod pritiskom javnosti 25. travnja napušta Englesku te odlazi u Švicarsku. Na Ženevskom jezeru sreće P.B. Shelleya koji tamo boravi sa svojom nevjenčanom suprugom Mary Godwin i njezinom sestrom Jane Clairmont. Ona je još u Londonu čeznula za Byronom te mu je iste godine rodila kćerku Allegru. Byron se nakon toga nastanio u Veneciji gdje se prepušta čarima razuzdanog života tog grada. Tamo Byron vodi ljubav s 22-godišnjom kćerkom mletačkog trgovca, a zatim i s Margheritom Cogni. Ona je bila prekrasna, nepismena i strahovito ljubomorna žena, supruga nekog pekara. Godine 1817. Byron je u Ferrari, a već sljedeće godine ponovo u Veneciji. Tu u travnju 1819. upoznaje svoju veliku ljubav; 16-godišnju groficu Teresu Guiccioli, rođenu Gamba, udanu za 60-godišnjeg grofa Guicciolija. Iz Venecije Byron odlazi u Ravennu. Godinu dana kasnije (1820.) Byron piše tragediju Marino Faliero i poemu Danteovo proročanstvo (The Prophecy of Dante) koju posvećuje Teresi Guiccioli.
Sljedeće godine Byron odlazi iz Ravenne u Pisu. Grof Guiccioli u međuvremenu se usprotivio ljubavi svoje supruge i Byrona, a nakon čega se i razveo od nje. Kako je sva obitelj Gamba pripadala karbonarima Teresa je Byrona uvela u njihov krug. Zbog svoje privrženosti i suradnje s karbonarima Byron je protjeran iz Pise te je 1822. godine, u rujnu, prešao u Genovu. Iste godine pored ostalih djela, nastaje Viđenje strašnog suda (The Vision of Judgement) - parodija na istoimenu pjesmu Byronova suvremenika Roberta Southeya koji u uvodu svoje pjesme A vision of Judgement (1821.) traži od engleske vlade da zabrani Byronove knjige, a Byrona naziva osnivačem i poglavarom sotonske škole. Nakon 14. srpnja 1823. Byron iz Geneve kreće u Grčku i 4. kolovoza iskrcava se u Cefaloniji kako bi se pridružio grčkim ustanicima. Umrijet ćemo ovdje ili marcijalno ili močvarno, pisao je tada Byron. Tu je proveo pet mjeseci, a zatim se u Missolughiju pridružio vođi grčkog ustanka Maurocordatu.
Godine 1824. Byron piše XV. i XVI. pjevanje Don Juana i pjesmu Na današnji dan navršavam 36-u godinu. (On this Day I Complete My Thirtysixth Year). Pjesma je napisana 22. siječnja, a već 19. travnja Byron umire od groznice koju je dobio desetak mjeseci ranije. Byronovo tijelo preneseno je u Englesku. Pokopan je u Hucknellu, malom selu blizu Newstead Abbeya. Njegova polusestra Augusta na grob mu je postavila ploču sa sljedećim natpisom:
Pod ovim lukom
Gdje mnogi njegovi preci
I njegova majka počivaju
Pokopani
Snivaju ostaci
GEORGEA GORDONA NOËLA BYRONA.
Lord Byron od Rochdatea
U grofoviji Lancaster
Autor hodočašća Childea Harolda
Rođen je u Londonu dana
22. siječnja 1788.
Umro u Missolughiju u Zapadnoj
Grčkoj dana
19. travnja 1824.
U plemenitom pothvatu
Da ponovo uspostavi put drevnoj slobodi
I proslavi je.
-
Njegova sestra plemenita
AUGUSTA MARY LEIGH
U njegovu uspomenu ovu ploču postavi.

## Zanimljivosti
- Lord Byron nazvao je grad Dubrovnik "Biser Jadrana".
- U Engleskoj je nazvan "19. century Bad Boy"
- 1821. godine je preplivao Dardanele.[7]